# Mizuho Nasukawa
Mizuho Nasukawa (jap. 那須川 瑞穂, Nasukawa Mizuho; * 22. November 1979) ist eine japanische Langstreckenläuferin, die sich auf den Marathon spezialisiert hat.

## Leben
2002 gewann sie bei den Leichtathletik-Asienmeisterschaften Bronze über 1500 m und 5000 m.
2004 wurde sie Vierte beim Osaka Women’s Marathon in 2:29:49 h und im Jahr darauf Achte in 2:30:15 h.
2009 siegte sie beim Tokio-Marathon in 2:25:38 h mit über drei Minuten Vorsprung, wurde jedoch nicht für die Leichtathletik-Weltmeisterschaften in Berlin berücksichtigt, da das Rennen nicht zu denen gehörte, die der japanische Leichtathletikverband als Qualifikationsläufe bestimmt hatte. Beim Hokkaidō-Marathon und beim Chicago-Marathon wurde sie in dieser Saison jeweils Siebte.	
Mizuho Nasukawa stammt aus der Präfektur Iwate. Sie startete zunächst für das Firmenteam des Chemieunternehmens Sekisui und wechselte dann zum Team des Spielautomatenherstellers Aruze.

## Persönliche Bestzeiten
- 1500 m: 4:16,24 min, 15. Mai 2003, Ōsaka
- 3000 m: 9:23,47  min, 20. September 2002, Madrid
- 5000 m: 15:23,00 min, 1. Oktober 2006, Ōita
- Halbmarathon: 1:11:58 h, 9. November 2003, Kōbe
- Marathon: 2:25:38 h, 22. März 2009, Tokio